# 仙河镇 (旬阳市)
仙河镇，是中华人民共和国陕西省安康市旬阳市下辖的一个乡镇级行政单位。

## 行政区划
仙河镇下辖以下地区：
观庄社区、仙河口村、吉家庄村、竹园河村、王坪村、黄泥沟村、西沟口村、尖山沟村和大龙王沟村。